# José Manuel Toscano Rico
José Manuel Gião Toscano Rico (Lisboa, 1935) é um médico e professor universitário português.

## Biografia
Filho de José Toscano de Vasconcelos Rico e de sua mulher Maria Cristina Fernandes Potes Gião.
Licenciou-se em Medicina em 1959, tendo apresentado a tese Permeabilidade vascular e isótopos radioactivos, galardoada com o Prémio Bello de Morais. Após o internato no Hospital de Santa Maria, entre 1960 e 1961, tornou-se assistente de Farmacologia na Faculdade de Medicina da Universidade de Lisboa. Entre 1964 e 1965 foi investigador no Departamento de Farmacologia da Universidade de Oxford, como bolseiro do Instituto para a Alta Cultura. Doutorou-se em 1969, com uma tese intitulada Cálcio e receptores colinérgicos de tipo muscarínico. Tornou-se professor catedrático em 1974, dirigindo Instituto de Farmacologia e Terapêutica Geral da Faculdade de Medicina da Universidade de Lisboa. Foi Reitor da Universidade de Lisboa (1983-1986), Director da Faculdade de Ciências Humanas da Universidade Católica Portuguesa (1994-1999) e presidente da Academia das Ciências de Lisboa (1999-2005).
É avô de:Thomas e Marta Langston; Vicente e Mafalda Toscano Rico; Vasco, Francisco e Pedro Toscano Rico; Constança e Maria Teresa Toscano Rico 